# Wahanie funkcji
Wahaniem funkcji {\displaystyle f:[a,b]\to \mathbb {R} } na przedziale {\displaystyle [a,b]} nazywamy wielkość
{\displaystyle V_{b}^{a}(f)=\sup \sum _{i=0}^{n-1}|f(x_{i+1})-f(x_{i})|.}
gdzie supremum jest brane po wszystkich podziałach {\displaystyle P=\{a=x_{0}<\dots <x_{n}=b\}} przedziału {\displaystyle [a,b].} Jeśli funkcja {\displaystyle f:[a,b]\to \mathbb {R} } ma skończone wahanie, to mówimy, że {\displaystyle f} jest funkcją o wahaniu skończonym.
Każda funkcja o wahaniu skończonym daje się przedstawić jako różnica dwóch funkcji niemalejących. Stąd wynika, że funkcje o wahaniu skończonym mają jedynie przeliczalnie wiele punktów nieciągłości i są różniczkowalne prawie wszędzie.

## Przykłady
Jeśli funkcja {\displaystyle f:[a,b]\to \mathbb {R} } jest monotoniczna, to {\displaystyle V_{b}^{a}(f)=\vert f(b)-f(a)\vert .}
Jeśli {\displaystyle f} jest funkcją charakterystyczną zbioru {\displaystyle \mathbb {Q} \cap [0,1]} wszystkich liczb wymiernych z przedziału {\displaystyle [0,1],} to {\displaystyle V_{0}^{1}(f)=\infty .}
Niech {\displaystyle f:[0,1]\to \mathbb {R} } będzie dana wzorem {\displaystyle f(x)=x\sin(\pi /x)} dla {\displaystyle x\in (0,1]} i {\displaystyle f(0)=0.} Wówczas {\displaystyle f} jest funkcją ciągłą, która nie ma wahania skończonego.
Natomiast funkcja {\displaystyle f:[0,1]\to \mathbb {R} } dana wzorem {\displaystyle f(x)=x^{2}\sin(\pi /x)} dla {\displaystyle x\in (0,1]} i {\displaystyle f(0)=0} ma wahanie skończone.